# Johan Theodor Cronsiö

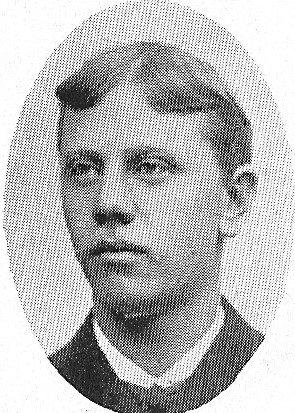
Johan Theodor Cronsiö.

Johan Theodor Cronsiö, född 19 september 1861 i Malmö, död där 1 maj 1893, var en svensk arkitekt.
Cronsiö utexaminerades från Tekniska elementarskolans i Malmö byggnadslinje 1879. Han var verksam som praktiserande arkitekt i Malmö och öppnade i kompanjonskap med August Lindvall. troligen 1887, arkitektfirman Lindvall & Cronsiö där. De ritade bostadshus, utförde kyrkoombyggnader och utförde ritningarna till Hyllie församlings nya kyrka, vanligen benämnd Limhamns kyrka. Cronsiö, som var ogift, gravsattes på S:t Pauli norra kyrkogård i Malmö.

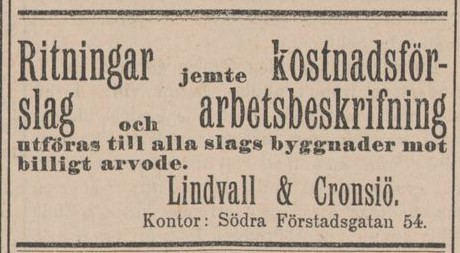
Annons i Sydsvenska Dagbladet Snällposten den 5 februari 1887.